# Difusión superficial

Figura 1. Modelo de un único adátomo difundiéndose a través de una red de superficie cuadrada. Obsérvese que la frecuencia de vibración del adátomo es mayor que la velocidad de salto a sitios cercanos. Además, el modelo muestra ejemplos de saltos al vecino más próximo (recto) y al vecino más próximo (diagonal). No a escala espacial ni temporal.

La difusión superficial es un proceso general que implica el movimiento de adátomos, moléculas y conglomerados atómicos (adpartículas) en las superficies de materiales sólidos. El proceso puede concebirse generalmente en términos de partículas que saltan entre sitios de adsorción adyacentes en una superficie, como en la figura 1. Al igual que en la difusión a granel, este movimiento suele ser un proceso promovido térmicamente, con tasas que aumentan con el incremento de la temperatura. Muchos sistemas muestran un comportamiento de difusión que se desvía del modelo convencional de saltos entre vecinos cercanos. La difusión en túnel es un ejemplo especialmente interesante de un mecanismo no convencional en el que se ha demostrado que el hidrógeno se difunde en superficies metálicas limpias a través del efecto túnel cuántico.
Para dilucidar los mecanismos y las velocidades de difusión superficial se pueden utilizar diversas herramientas analíticas, entre las que destacan la microscopía de iones en campo y la microscopía de efecto túnel. Aunque en principio el proceso puede ocurrir en diversos materiales, la mayoría de los experimentos se realizan en superficies metálicas cristalinas. Debido a las limitaciones experimentales, la mayoría de los estudios de difusión superficial se limitan a temperaturas muy por debajo del punto de fusión del sustrato, y aún queda mucho por descubrir sobre cómo tienen lugar estos procesos a temperaturas más elevadas.
Las velocidades y mecanismos de difusión superficial se ven afectados por diversos factores, como la fuerza de la unión superficie-partícula, la orientación de la red superficial, la atracción y repulsión entre especies superficiales y los gradientes de potencial químico. Se trata de un concepto importante en la formación de fases superficiales, el crecimiento epitaxial, la catálisis heterogénea y otros temas de la ciencia de superficies.Como tales, los principios de la difusión superficial son fundamentales para las industrias de producción química y de semiconductores. Entre las aplicaciones del mundo real que dependen en gran medida de estos fenómenos se incluyen los convertidores catalíticos, los circuitos integrados utilizados en dispositivos electrónicos y las sales de haluro de plata utilizadas en películas fotográficas.

## Cinética

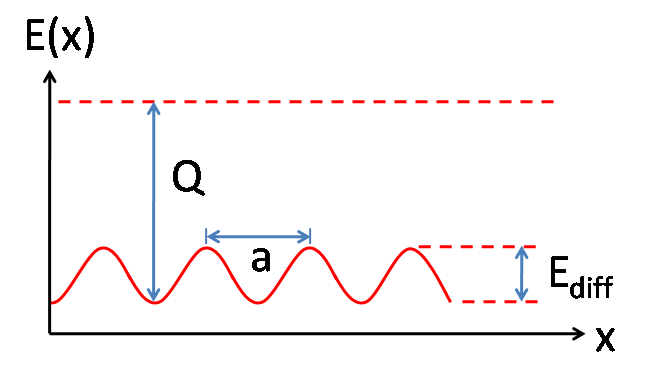
Figura 2. Diagrama del paisaje energético para la difusión en una dimensión. Diagrama del paisaje energético para la difusión en una dimensión. x es el desplazamiento; E(x) es la energía; Q es el calor de adsorción o energía de enlace; a es el espaciado entre sitios de adsorción adyacentes; Ediff es la barrera a la difusión.

La cinética de difusión superficial puede concebirse en términos de adátomos que residen en sitios de adsorción en una red 2D, moviéndose entre sitios de adsorción adyacentes (vecino más cercano) mediante un proceso de salto. La tasa de salto se caracteriza por una frecuencia de intento y un factor termodinámico que dicta la probabilidad de que un intento resulte en un salto exitoso. La frecuencia de intento ν se suele tomar simplemente como la frecuencia vibracional del adátomo, mientras que el factor termodinámico es un factor de Boltzmann que depende de la temperatura y de Ediff, la barrera de energía potencial a la difusión. La ecuación 1 describe la relación:
{\displaystyle \Gamma =\nu e^{-E_{\mathrm {diff} }/k_{B}T}\qquad {\text{(eq. 1)}}}
Donde ν y Ediff son como se ha descrito anteriormente, Γ es la tasa de salto, T es la temperatura y kB es la constante de Boltzmann. Ediff debe ser menor que la energía de desorción para que se produzca la difusión, de lo contrario dominarían los procesos de desorción. Es importante destacar que la ecuación 1 nos indica cómo varía la velocidad de salto con la temperatura. La forma en que tiene lugar la difusión depende de la relación entre Ediff y kBT, tal como se da en el factor termodinámico: cuando Ediff < kBT el factor termodinámico se aproxima a la unidad y Ediff deja de ser una barrera significativa para la difusión. Este caso, conocido como difusión móvil, es relativamente infrecuente y sólo se ha observado en unos pocos sistemas. Para los fenómenos descritos a lo largo de este artículo, se supone que Ediff >> kBT y, por tanto, Γ << ν. En el caso de la difusión Fickiana es posible extraer tanto el ν como Ediff de un gráfico de Arrhenius del logaritmo del coeficiente de difusión, D, frente a 1/T. En los casos en que hay más de un mecanismo de difusión (véase más adelante), puede haber más de una Ediff, de modo que la distribución relativa entre los distintos procesos cambiaría con la temperatura.
La estadística del paseo aleatorio describe el desplazamiento cuadrático medio de las especies en difusión en términos del número de saltos N y la distancia por salto a. El número de saltos con éxito es simplemente Γ multiplicado por el tiempo permitido para la difusión, t. En el modelo más básico sólo se consideran los saltos entre vecinos más cercanos y a corresponde al espaciado entre los sitios de adsorción entre vecinos más cercanos. El desplazamiento cuadrático medio es igual a:
{\displaystyle {\sqrt {\langle \Delta r^{2}\rangle }}=a{\sqrt {\Gamma t}}\qquad {\text{(eq. 2)}}}
El coeficiente de difusión viene dado por:
{\displaystyle D={\frac {\Gamma a^{2}}{z}}\qquad {\text{(eq. 3)}}}
donde 𝑧=2 para la difusión 1D, como sería el caso de la difusión en el canal, 𝑧=4 para la difusión 2D, y 𝑧=6 para la difusión 3D.

## Regímenes

Figura 3. Modelo de seis adátomos difundiéndose a través de una red de superficie cuadrada. Los adátomos se impiden mutuamente el paso a los sitios adyacentes. Según la ley de Fick, el flujo se produce en la dirección opuesta al gradiente de concentración, un efecto puramente estadístico. El modelo no pretende mostrar la repulsión o la atracción, y no se ajusta a una escala espacial o temporal.

Existen cuatro esquemas generales diferentes en los que puede tener lugar la difusión: la difusión trazadora y la difusión química difieren en el nivel de cobertura del adsorbato en la superficie, mientras que la difusión intrínseca y la difusión por transferencia de masa difieren en la naturaleza del entorno de difusión. Tanto la difusión de trazadores como la intrínseca se refieren a sistemas en los que las adpartículas experimentan un entorno relativamente homogéneo, mientras que en la difusión química y de transferencia de masa las adpartículas se ven más afectadas por su entorno.
- La difusión del trazador describe el movimiento de adpartículas individuales sobre una superficie a niveles de cobertura relativamente bajos. En estos niveles bajos (< 0,01 monocapa), la interacción entre partículas es baja y puede considerarse que cada partícula se mueve independientemente de las demás. El átomo individual que se difunde en la figura 1 es un buen ejemplo de difusión de trazadores.
- La difusión química describe el proceso a mayor nivel de cobertura, donde los efectos de atracción o repulsión entre adátomos adquieren importancia. Estas interacciones sirven para alterar la movilidad de los adátomos. De forma burda, la figura 3 sirve para mostrar cómo pueden interactuar los adátomos a niveles de cobertura más altos. Al principio, los adátomos no tienen más "elección" que moverse hacia la derecha, y los adátomos adyacentes pueden bloquear los sitios de adsorción entre sí.
- La difusión intrínseca se produce en una superficie uniforme (por ejemplo, carente de escalones o vacantes), como una terraza simple, en la que no hay trampas o fuentes de adátomos. Este régimen se estudia a menudo mediante microscopía iónica de campo, en la que la terraza es una punta de muestra afilada sobre la que se difunde una adpartícula. Incluso en el caso de una terraza limpia, el proceso puede verse influido por la falta de uniformidad cerca de los bordes de la terraza.
- La difusión por transferencia de masa tiene lugar en el caso de que existan fuentes de adpartículas y trampas como pliegues, escalones y vacantes. En lugar de depender únicamente de la barrera de potencial de salto Ediff, la difusión en este régimen depende ahora también de la energía de formación de las adpartículas móviles. Por lo tanto, la naturaleza exacta del entorno de difusión influye en la velocidad de difusión, ya que la energía de formación de una adpartícula es diferente para cada tipo de característica superficial, como se describe en el modelo Terrace Ledge Kink.

## Anisotropía
La anisotropía de orientación consiste en una diferencia tanto en las velocidades de difusión como en los mecanismos en las distintas orientaciones de la superficie de un material determinado. Para un material cristalino dado, cada plano del índice de Miller puede mostrar fenómenos de difusión únicos. Las superficies cerradas, como la fcc (111), tienden a tener mayores velocidades de difusión que las caras más "abiertas"del mismo material, como la fcc (100).
La anisotropía direccional se refiere a una diferencia en el mecanismo o tasa de difusión en una dirección particular en un plano cristalográfico dado. Estas diferencias pueden deberse a la anisotropía de la red superficial (por ejemplo, una red rectangular) o a la presencia de escalones en una superficie. Uno de los ejemplos más dramáticos de anisotropía direccional es la difusión de adátomos en superficies canalizadas como fcc (110), donde la difusión a lo largo del canal es mucho más rápida que la difusión a través del canal.

## Mecanismos

### Difusión de adátomos
La difusión de los adátomos puede producirse por diversos mecanismos. La forma en que se difunden es importante, ya que puede dictar la cinética del 
movimiento, la dependencia de la temperatura y la movilidad general de las especies superficiales, entre otros parámetros. A continuación se resumen los procesos más importantes:
- El salto es conceptualmente el mecanismo más básico de difusión de los adátomos. En este modelo, los adátomos residen en sitios de adsorción en la red superficial. El movimiento se produce mediante saltos sucesivos a sitios adyacentes, cuyo número depende de la naturaleza de la red superficial. Las figuras 1 y 3 muestran adátomos que experimentan difusión a través del proceso de salto. Los estudios han demostrado la presencia de estados de transición metaestables entre los sitios de adsorción en los que los adátomos pueden residir temporalmente.[13]
- El intercambio atómico implica el intercambio entre un adátomo y un átomo adyacente dentro de la red superficial. Como se muestra en la figura 4, tras un evento de intercambio atómico el adátomo ha ocupado el lugar de un átomo superficial y el átomo superficial ha sido desplazado y ahora se ha convertido en un adátomo. Este proceso puede tener lugar tanto en heterodifusión (por ejemplo, adátomos de Pt sobre Ni) como en autodifusión (por ejemplo, adátomos de Pt sobre Pt). Desde un punto de vista teórico, todavía no está claro por qué el mecanismo de intercambio atómico es más predominante en unos sistemas que en otros. La teoría actual apunta hacia múltiples posibilidades, entre las que se incluyen las tensiones superficiales de tracción, la relajación de la superficie sobre el adátomo y una mayor estabilidad del intermedio debido a que los dos átomos implicados mantienen altos niveles de coordinación durante todo el proceso.[14][15]
- La difusión túnel es una manifestación física del efecto túnel cuántico que implica el paso de partículas a través de barreras de difusión. Puede ocurrir en el caso de una baja masa de partículas difusoras y bajo Ediff, y se ha observado en el caso de la difusión de hidrógeno en superficies de tungsteno y cobre.[16]El fenómeno es único en el sentido de que en el régimen en el que domina el mecanismo de túnel, la velocidad de difusión es casi independiente de la temperatura.[17]

- La difusión de vacantes puede ocurrir como el método predominante de difusión superficial a altos niveles de cobertura que se aproximan a la cobertura completa. Este proceso es similar a la forma en que se deslizan las piezas en un "puzzle deslizante". Es muy difícil observar directamente la difusión de vacantes debido a las altas velocidades de difusión típicas y a la baja concentración de vacantes.[18]La figura 5 muestra el tema básico de este mecanismo, aunque de forma demasiado simplificada.

Los trabajos teóricos recientes, así como los experimentales realizados desde finales de los años setenta, han sacado a la luz una notable variedad de fenómenos de difusión superficial, tanto en lo que se refiere a la cinética como a los mecanismos. A continuación se resumen algunos de los fenómenos más notables:
- Los saltos largos consisten en el desplazamiento de un adátomo a un lugar de adsorción no próximo. Pueden incluir saltos dobles, triples y más largos en la misma dirección en la que se desplazaría un salto de vecino más cercano, o pueden ir en direcciones completamente diferentes, como se muestra en la figura 6. La teoría ha predicho que se producen saltos largos. La teoría ha predicho su existencia en muchos sistemas diferentes y los experimentos han demostrado que se producen a temperaturas tan bajas como 0,1 Tm (temperatura de fusión). En algunos casos, los datos indican que los saltos largos dominan el proceso de difusión sobre los saltos simples a temperaturas elevadas; el fenómeno de longitudes de salto variables se expresa en diferentes distribuciones características del desplazamiento atómico a lo largo del tiempo (véase la figura 7).[19]
- Tanto los experimentos como las simulaciones han demostrado que en algunos sistemas se producen saltos de rebote. Dado que el movimiento no da lugar a un desplazamiento neto del adátomo implicado, la evidencia experimental de los saltos de rebote procede de nuevo de la interpretación estadística de las distribuciones atómicas. En la figura 6 se muestra un salto de rebote. Sin embargo, la figura es ligeramente engañosa, ya que los saltos de rebote sólo se han demostrado experimentalmente en el caso de difusión 1D en una superficie canalizada (en particular, la cara bcc (211) del wolframio).[20]
- La difusión a través de canales puede ocurrir en el caso de superficies canalizadas. Típicamente la difusión dentro del canal domina debido a la barrera de energía más baja para la difusión de este proceso. En ciertos casos se ha demostrado que se produce la difusión entre canales, que tiene lugar de forma similar a la mostrada en la figura 8. La posición intermedia "mancuerna" puede dar lugar a una variedad de desplazamientos finales de adátomos y átomos superficiales.[21]
- El intercambio atómico de largo alcance es un proceso que implica la inserción de un adátomo en la superficie como en el mecanismo de intercambio atómico normal, pero en lugar de un átomo vecino más cercano es un átomo situado a cierta distancia del adátomo inicial el que emerge. Este proceso, que se muestra en la figura 9, sólo se ha observado en simulaciones de dinámica molecular y aún no se ha confirmado experimentalmente. A pesar de ello, se prevé que el intercambio atómico a larga distancia, así como otros mecanismos de difusión exóticos, contribuyan sustancialmente a temperaturas que actualmente son demasiado altas para la observación directa.[22]

### Difusión en cúmulos

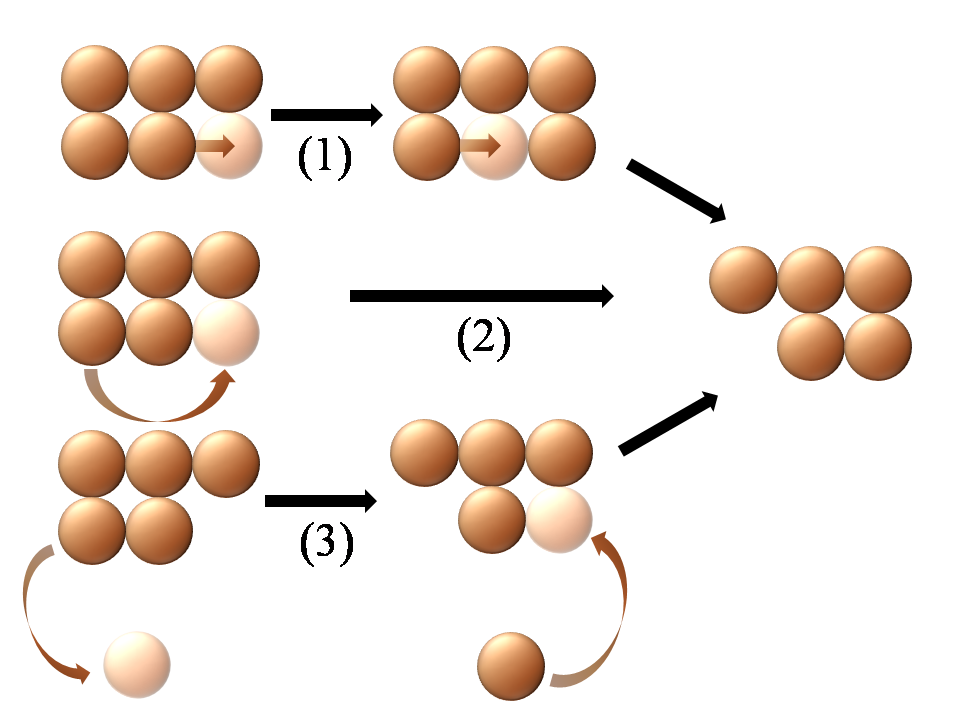
Figura 10. Mecanismos individuales de difusión superficial de los clusters. (1) Desplazamiento secuencial; (2) Difusión de borde; (3) Evaporación-condensación. En este modelo, los tres mecanismos conducen al mismo desplazamiento final de los conglomerados. No a escala.

La difusión en cúmulos implica el movimiento de cúmulos atómicos que varían en tamaño desde dímeros hasta islas que contienen cientos de átomos. El movimiento del conglomerado puede producirse mediante el desplazamiento de átomos individuales, de secciones del conglomerado o de todo el conglomerado a la vez.Todos estos procesos implican un cambio en el centro de masa del conglomerado.
- Los mecanismos individuales son aquellos que implican el movimiento de un átomo cada vez.[24]
- La difusión en los bordes implica el movimiento de adátomos o vacantes en los sitios de los bordes o pliegues. Como se muestra en la figura 10, el átomo móvil mantiene su proximidad al cúmulo durante todo el proceso.
- La evaporación-condensación consiste en la "evaporación" de átomos del cúmulo a una terraza, acompañada de la "condensación" de los adátomos de la terraza en el cúmulo, lo que provoca un cambio en el centro de masa del cúmulo. Aunque la figura 10 parece indicar que el mismo átomo se evapora y se condensa en el cúmulo, en realidad puede tratarse de un átomo diferente que se condensa en el gas 2D.
- La difusión de salto es similar a la difusión de borde, pero en la que el átomo difusor se desplaza realmente por encima del cúmulo antes de asentarse en un lugar diferente de su posición inicial.
- El desplazamiento secuencial se refiere al proceso que implica el movimiento de un átomo a la vez, moviéndose a los sitios libres más cercanos.
- Los mecanismos concertados son aquellos que implican el movimiento de secciones del conglomerado o de todo el conglomerado a la vez.[25]

|                                                                |                   |
| (a) Dislocación                                                | (b) Deslizamiento |
|                                                                |                   |
| (c) Repetición                                                 | (d) Cizallamiento |
| Figura 11. Mecanismos concertados para la difusión de racimos. |                   |

- La difusión de la dislocación se produce cuando las subunidades adyacentes de una agrupación se mueven fila por fila mediante el desplazamiento de una dislocación. Como se muestra en la figura 11(a), el proceso comienza con la nucleación de la dislocación seguida de lo que es esencialmente un desplazamiento secuencial de forma concertada.
- La difusión por deslizamiento se refiere al movimiento concertado de toda una agrupación a la vez (véase la figura 11(b)).
- La reptación es un movimiento en forma de serpiente (de ahí su nombre) que implica el movimiento secuencial de subunidades de conglomerados (véase la figura 11(c)).
- El cizallamiento es un desplazamiento concertado de una subunidad de átomos dentro de un cúmulo (véase la figura 11(d)).
- Dependencia del tamaño: la velocidad de difusión de los cúmulos depende en gran medida del tamaño del cúmulo, de modo que a mayor tamaño del cúmulo corresponde generalmente una difusión más lenta. Sin embargo, ésta no es una tendencia universal y se ha demostrado en algunos sistemas que la velocidad de difusión adopta una tendencia periódica en la que algunos clústeres más grandes difunden más rápidamente que los más pequeños.[26]

## Difusión superficial y catálisis heterogénea
La difusión superficial es un concepto de importancia crítica en la catálisis heterogénea, ya que las velocidades de reacción suelen estar dictadas por la capacidad de los reactivos para "encontrarse" en la superficie de un catalizador. A mayor temperatura, las moléculas adsorbidas, los fragmentos moleculares, los átomos y los grupos tienden a tener una movilidad mucho mayor (véase la ecuación 1). Sin embargo, al aumentar la temperatura, la vida útil de la adsorción disminuye a medida que el factor kBT se hace lo suficientemente grande como para que la especie adsorbida supere la barrera de desorción, Q (véase la figura 2). Dejando a un lado la termodinámica de la reacción, debido a la interacción entre el aumento de la velocidad de difusión y la disminución de la vida útil de la adsorción, el aumento de la temperatura puede, en algunos casos, disminuir la velocidad global de la reacción.

## Experimental
La difusión superficial puede estudiarse mediante diversas técnicas, que incluyen observaciones directas e indirectas. Dos técnicas experimentales que han demostrado ser muy útiles en esta área de estudio son la microscopía de iones de campo y la microscopía de barrido en túnel.Mediante la visualización del desplazamiento de átomos o grupos a lo largo del tiempo, es posible extraer información útil sobre la forma en que se difunden las especies relevantes, tanto información mecanística como relacionada con la velocidad. Lamentablemente, para estudiar la difusión superficial a escala atomística es necesario realizar estudios en superficies rigurosamente limpias y en condiciones de ultra alto vacío (UHV) o en presencia de pequeñas cantidades de gas inerte, como ocurre cuando se utiliza He o Ne como gas de imagen en experimentos de microscopía de iones de campo.

## Obras citadas
- G. Antczak, G. Ehrlich. Surface Science Reports 62 (2007), 39-61. (Revisión)
- Oura, K.; V.G. Lifshits; A.A. Saranin; A.V. Zotov; M. Katayama (2003). Surface Science: An Introduction. Springer-Verlag Berlin Heidelberg. ISBN 3-540-00545-5.
- Shustorovich, E. (1991). Metal-Surface Reaction Energetics: Theory and Applications to Heterogeneous Catalysis, Chemisorption, and Surface Diffusion. VCH Publishers, Inc.

- Datos: Q3027666